# BK Dynamo Saint-Pétersbourg
Maillots
Le Dynamo Saint-Pétersbourg est un club russe de basket-ball ayant appartenu à la Superligue de Russie, soit le plus haut niveau du championnat russe. Le club, basé dans la ville de Saint-Pétersbourg, a disparu à l'aube de la saison 2006-2007.

## Historique
Fondé l'été 2004 avec l'accord du Programme russe pour le développement du sport, le Dynamo Saint-Pétersbourg a donc profité de cet avantage pour rallier directement la Superligue de Russie et l'Eurocoupe qu'il a remporté brillamment. Ambitieux, le Dynamo semblait vouloir asseoir sa présence au sommet du championnat russe, mais, en octobre 2006, le propriétaire Vladimir Rodinov annonce que le club met la clef sous la porte, juste avant le début du championnat.

## Palmarès
- Europe League : 2005

## Joueurs célèbres
- Jerome Allen
- Ed Cota
- Jon Stefansson
- Vladimir Veremeenko
- Maciej Lampe[3]
- Virgil Stănescu

## Entraîneurs successifs
- David Blatt (2004-2005)
- Fótis Katsikáris (2005-2006)